# عبد المجيد محمود عبد المجيد
الشيخ عبد المجيد محمود عبد المجيد السنانيري القاهري المصري الأزهري الدرعمي الشافعي ( 8 شعبان 1350- 3 رجب 1443)، الموافق (12 ديسمبر 1931 - 4 فبراير 2022)، فقيه وعلامة ومحدث مصري ولد في القاهرة.

## حياته
تلقى تعليمه الابتدائي في مدارس القاهرة، وبعد تخرجه في الثانوية، انتسب لدار العلوم، وتخرج فيها سنة 1957. حصل على شهادة الماجستير عام 1965 عن أطروحته بعنوان (أبو جعفر الطحاوي وأثره في الحديث) وطبعت منه الهيئة المصرية للكتاب سنة 1975 خمسة آلاف نسخة، ثم نال شهادة الدكتوراة في رسالته بعنوان: (الاتّجاهات الفقهيَّة عند أصحاب الحديث في القرن الثالث) سنة 1968.
قدم إلى السعودية عام 1971 رفقة الشيخ محمد متولي الشعراوي بعد وفاة جمال عبد الناصر، وتعاقد مع كلية الشريعة في جامعة الملك عبد العزيز (أم القرى لاحقًا) ثم عاد إلى مصر سنة 1977، ثم جُدِّدت إعارته لجامعة أم القرى 1981 إلى أن استقال سنة 2000م، زار أثناء تدريسه في مكة المكرمة جامعة قطر وعمان والرياض ثم التحق بالتدريس في كلية الشريعة بجامعة اليرموك في الأردن، وعمل فيها لخمس سنوات (2000- 2005) وكان معه مجموعة من كبار علماء مصر. من أبرز تلاميذه هو الشيخ رفعت فوزي عبد المطلب.

## مؤلفاته
1. أبو جعفر الطحاوي وأثره في الحديث.ـ نشر الهيئة المصرية العامة للكتاب.ـ ط1، 1365 هـ= 1975 م.ـ 380ص.
2. الاتجاهات الفقهية عند أصحاب الحديث في القرن الثالث الهجري.ـ نشر مكتبة الخانجي في القاهرة.ـ ط1، 1399 هـ= 1979م.ـ 670ص.
3. نظرات فقهية وتربوية في أمثال الحديث مع تقدمة في علوم الحديث.ـ نشر مكتبة الصديق في الطائف وجدة وبيروت.ـ ط2، 1413 هـ=1992 م.ـ 422ص.
4. أصول الفقه عند البخاري مستنبطة من صحيحه. نشر في حولية مركز البحوث والدراسات الإسلامية في القاهرة، العدد 21 .ـ 60ص.
5. منهج الطبري في «تهذيب الآثار» ومذهبه في تصحيح الحديث. نشر في دورية أبحاث اليرموك سلسلة العلوم الاجتماعية والإنسانية.ـ 1426 هـ=2005 م.ـ 50ص.
6. علم العلل – حقيقته ونبذة من مصادره وتطبيقاته.
7. معالم فقه ابن حبان.ـ ط1، 1429 هـ=2008 م.
8. الإمام الطحاوي محدثاً.ـ ط1، 1429 هـ=2008 م.

ومن الرسائل التي أشرف عليها أطروحة الدكتوراه للدكتور باسم فيصل الجوابرة بعنوان «الحديث الحسن عند الحافظ ابن حجر في كتابه فتح الباري» في جامعة اليرموك 2005م.